# Il bambino della luna
Il bambino della luna (El niño de la luna) è un film del 1989 diretto da Agustí Villaronga. La pellicola è stata presentata in concorso al Festival di Cannes 1989.